# Aaron Swartz
Aaron H. Swartz (Chicago, 8 de novembre 1986 - Nova York 11 de gener 2013) era un programador informàtic, escriptor i activista d'Internet.
Aaron Swartz va participar, a l'edat de 14 anys, en el disseny de l'especificació RSS 1.0 i va desenvolupar l'entorn de treball web.py i l'arquitectura de l'Open Library i de Creative Commons. També va fundar l'empresa Infogami, que es va fusionar amb Reddit, convertint-se així en co-propietari de la nova empresa.
Swartz també es va centrar en la sociologia, la consciència cívica i l'activisme. El 2010 va ser membre del Centre d'Ètica Edmond J. Safra de la Universitat Harvard, un grup de recerca dedicat a la investigació sobre corrupció institucional liderat per Lawrence Lessig. Va cofundar el grup a la xarxa Demand Progress (conegut per la seva campanya en contra de la SOPA) i més tard va treballar amb els grups activistes Rootstrikers i Avaaz.
El 6 de gener de 2011, Swartz va ser detingut en relació amb la descàrrega sistemàtica d'articles de revistes acadèmiques de la base de dades JSTOR, que es va convertir en objecte d'una investigació federal. A Swartz no li agradava el fet que JSTOR cobrés per accedir als articles, i que, en lloc de compensar els autors, compensés els editors. Els fiscals federals el van acusar de dos càrrecs de frau electrònic i 11 violacions de la Llei de frau i abús electrònic, amb una pena màxima acumulada d'una multa d'un milió de dòlars, 35 anys de presó, la confiscació de béns, la restitució i la llibertat supervisada.
Swartz va declinar un acord amb el fiscal sota el qual hauria complert sis mesos en una presó federal, en tant que es negava a acceptar que havia comès un crim. Dos dies després que la fiscalia rebutjés una contraoferta de Swartz, l'11 de gener de 2013, Swartz va ser trobat mort al seu apartament a Brooklyn, on s'havia penjat.

## Biografia

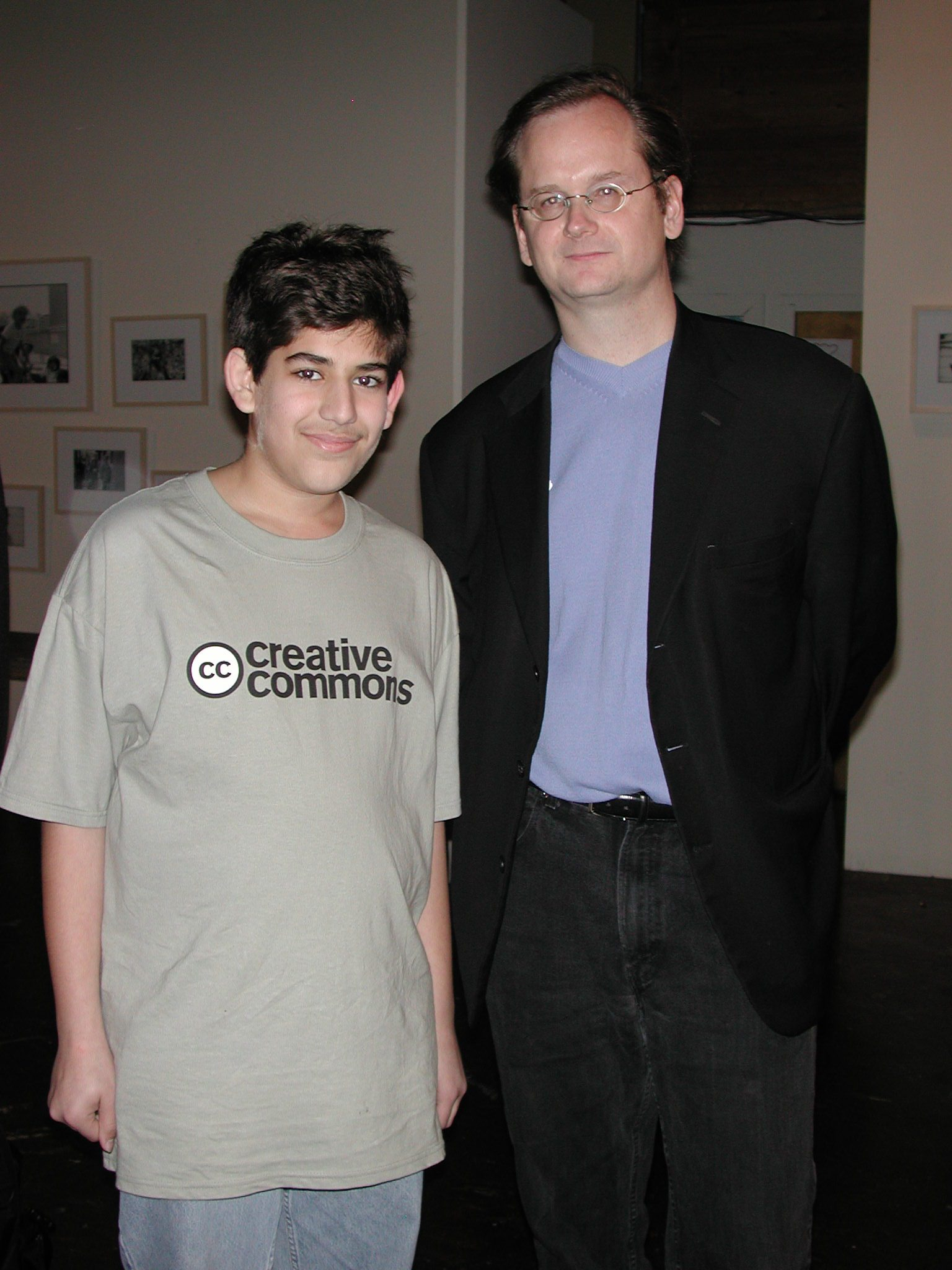
Swartz l'any 2002 (15 anys) amb Lawrence Lessig a la festa de presentació de Creative Commons

Swartz va nàixer a Chicago (Illinois, Estats Units). La seva família vivia a Higland Park, Illinois, i Swartz assistí a l'escola North Shore Country Day, un petit centre educatiu privat de Winnetka (Illinois). Quan Swartz era un nen, el seu pare va crear una empresa de programari i Swartz aviat se sentí interessat per la informàtica, estudiant amb passió sobre els ordinadors, Internet i la cibercultura. Quan tenia 13 anys, Swartz va guanyar el premi ArsDigita, una competició adreçada a joves que creaven pàgines web no comercials, "útils, educatives i col·laboratives". El premi incloïa un viatge a l'MIT (Massachusetts Institute of Technology) i trobades amb personatges destacats d'internet. Quan tenia 14 anys, Swartz va col·laborar amb experts en estàndards de networking en tant que membre del grup de treball que va crear l'especificació RSS 1.0. Segons Virginia Heffernan (Yahoo! News), Swartz "agitava sense aturador ni recompensa a favor de la cultura lliure".

### W3C
Swartz va participar del grup de treball de RDF (Resource Description Framework) al W3C, i és l'autor de l'RFC (Request for Comments) 3870, definint la sintaxi RDF/XML, dissenyat per donar suport a la web semàntica.

### Markdown
Swartz va ser el co-creador, junt amb John Gruber, de Markdown, un estàndard de marcatge simplificat, derivat de l'HTML. Swartz també és autor del traductor d'html a text de Markdown.

### Infogami i Reddit
Swartz fou alumne de la Universitat Stanford, però va abandonar els estudis al cap d'un any, creant l'empresa de programari Infogami, una empresa emergent finançada amb els fons del primer programa d'estiu de Y Combinator. Gràcies a aquests fons, Swartz va iniciar la plataforma wiki Infogami (que posteriorment s'emprà per acollir la web.py i llocs com l'Open Library, però necessitava cofundadors pel seu projecte. Y Combinator li va proposar la fusió d'Infogami i Reddit, que s'executà el novembre de 2005. Tot i que inicialment a Reddit li resultava complicat obtenir beneficis, poc després el lloc va guanyar popularitat, amb milions de visites cada mes. El 2006, després de mesos de negociacions, Reddit es va vendre a Condé Nast Publications, propietaris de la revista Wired. Swartz i la seva empresa es traslladaren a San Francisco per treballar amb Wired, però no resultaren satisfets amb el canvi i, el gener de 2007, se li va demanar que renunciés al seu lloc de treball. Swartz va explicar que al llarg de 2007 se sentí malalt i en un estat depressiu constant. El setembre d'aquell mateix any, Swartz es va unir a Simon Carstensen per desenvolupar el projecte Jottit, una aplicació web per crear pàgines web amb relativa facilitat.
Swartz també va ser el creador de l'entorn de treball web.py, i fou el cofundador de Demand Progress, un grup de suport que organitza la gent a través del correu electrònic i altres mitjans per tal de "contactar amb el congrés dels Estats Units i altres líders, finançant tàctiques de pressió i corrent la veu" sobre temes d'interès.

### Activisme
L'any 2008, Swartz va fundar Watchdog.net, "the good government site with teeth" (el bon lloc web sobre el govern amb dents), per agregar i visualitzar dades sobre polítics.
Swartz també era cofundador de Demand Progress, un grup de defensa online on la població s'organitza per "emprendre accions contactant el Congrés o altres líders, donant suport a tàctiques de pressió, i escampant les notícies" sobre llibertats civils, reformes del govern, i altres temes.
En la seva novela Homeland, Cory Doctorow va seguir el consell de Swartz a l'hora de descriure com el protagonista utilitzava la informació disponible sobre els votants per crear una campanya política anti-establishment. En un epíleg de la novela, el mateix Swartz va escriure:
| «               | Aquestes eines de activisme furoner polític poden ser emprades per qualsevol que tingui la motivació i el talent suficients… Ara canviar el sistema és a les vostres mans… Digueu-me alguna cosa si us puc ajudar. | » |
| — Aaron Swartz, | |   |

#### Stop Online Piracy Act (SOPA)

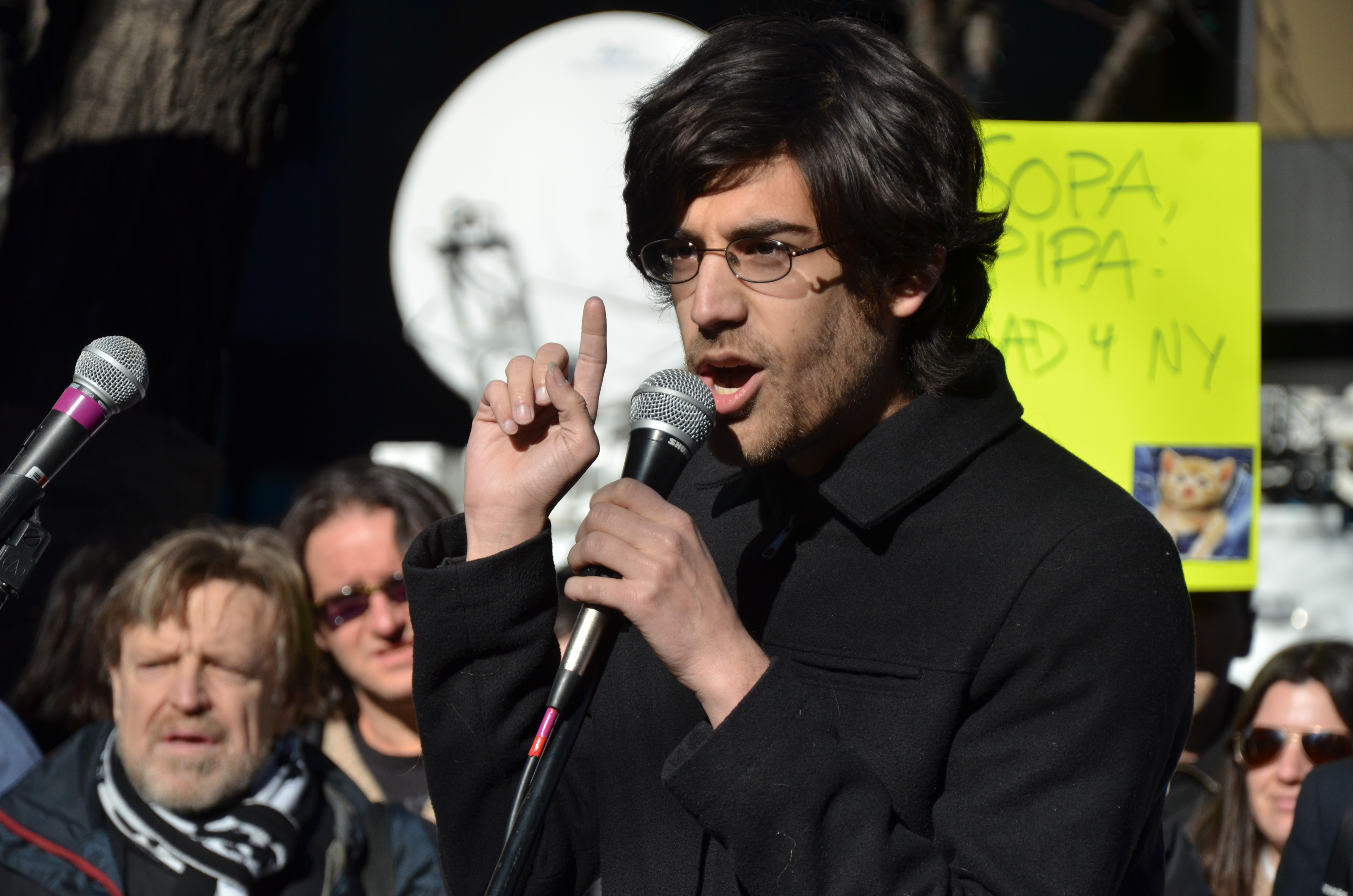
Swartz, l'any 2012, en una protesta contra la SOPA

Swartz estava especialment implicat en una campanya per evitar l'aprovació de la Stop Online Piracy Act, coneguda com la SOPA, una llei que cercava monitorar internet per localitzar violacions de copyright i facilitar la clausura de llocs web acusats de violació dels drets d'autor per part del govern dels Estats Units.
Per tal d'evitar l'aprovació de la llei, Swartz va ser el ponent principal de l'esdeveniment FSC: Freedom to Connect 2012, que va tenir lloc a Washington el 21 de maig de 2012, amb una intervenció titulada "How we stopped SOPA":
| «              | Estem enmig d'una batalla, una batalla per definir tot el que passa a Inernet en termes tradicionals, que la llei entén… (Si la SOPA es fa vigent), les noves tecnologies, en lloc de proporcionar-nos més llibertat, ens hauran usurpat drets fonamentals dels quals sempre hem gaudit. | » |
| — Aaron Swartz | |   |

Swartz va dir que la SOPA fou derrotada per la gent mateixa. "Vam guanyar aquesta lluita perquè tothom va esdevenir l'heroi de la seva pròpia història. Tothom es va implicar per salvar aquesta llibertat", fent referència a les protestes contra la llei impulsades per nombroses pàgines web, les quals foren qualificades per l'Electronic Frontier Foundation com les més grans de la història d'internet, amb més de 115.000 llocs web alterant les seves pàgines.
En la seva ponència, swartz també va descriure el fet que la llei era tan propera a l'aprovació com "un malson":
| «              | I tornarà a passar, segur. Tindrà un altre nom i una altra excusa, i probablement farà mal d'una altra manera, però no us equivoqueu: els enemics de la llibertat per connectar-se no han desaparegut. El foc als ulls d'aquests polítics no s'ha apagat. Hi ha molta gent, molta gent poderosa, que vol posar les seves urpes a Internet. | » |
| — Aaron Swartz | |   |

Swartz també va parlar d'aquest tema en una jornada organitzada per ThoughtWorks.

### Viquipèdia
Swartz era un editor de la Viquipèdia en anglès, i l'any 2006 es va presentar per a ser elegit a la junta directiva de la Fundació Wikimedia, sense èxit. El mateix 2006, Swartz va redactar una anàlisi sobre com s'escriuen els articles de la Viquipèdia, i va concloure que la major part del contingut provenia de desenes de milers d'editors ocasionals o outsiders, cadascun dels quals podia no haver fet cap altra edició al lloc, mentre que un grup d'entre 500 i 1000 editors habituals tendien a corregir l'ortografia i altres errors de format. Segons Swartz, "els formatadors ajuden els editors, però els editors no ajuden els formatadors".
L'anàlisi de Swartz contradeia la del fundador de la Viquipèdia en anglès, Jimmy Wales, que considerava que un nucli d'editors habituals era el que proporcionava la major part del contingut de l'enciclopèdia, mentre que milers d'altres editors aportaven correccions de format. Swartz va arribar a aquesta conclusió comptant el total de caràcters que un editor afegia a un article; mentre que Wales tenia el nombre total d'edicions. L'anàlisi de Swartz es va publicar al seu blog i va ser part de la seva aposta fallida d'entrar a la junta directiva de la Fundació Wikimedia.

### Tor2web
El 2008 junt amb Virgil Griffith dissenyà el proxy Tor2web, el qual permetria navegar per la xarxa Tor sense la necessitat de descarregar-se el navegador configurat per aquesta xarxa ni la resta de programari que forma part i facilita també l'accés a aquesta xarxa.

### Biblioteca del Congrés dels Estats Units
Pels volts de 2006, Swartz va aconseguir la base de dades bibliogràfica de la Biblioteca del Congrés dels Estats Units, la qual era accessible després de pagar unes taxes establertes però que no estava protegida per la llei de propietat intel·lectual dels Estats Units en tant que document governamental. Swartz va publicar les dades a Open Library, les quals romangueren a l'abast de tothom gratuïtament.

### Wikileaks
El 27 de desembre de 2010, Swartz va presentar una petició d'acord amb la FOIA (llei federal dels Estats Units que permet a qualsevol ciutadà el dret d'accés a informació federal del govern) per tal d'interessar-se sobre el tractament que va rebre Chelsea E. Manning, acusada d'ésser una font de Wikileaks. El 21 de gener de 2013, Russia Today va informar que wikileaks havia fet una declaració a través de Twitter on deia que Swartz havia ajudat Wikileaks i que havia estat en contacte amb Julian Assange entre 2010 i 2011.

## Investigacions i acusacions judicials

### PACER
L'any 2008, Swartz va descarregar i alliberar aproximadament un 20% dels registres de la base de dades PACER (Public Access to Court Electronic Records) dels jutjats federals dels Estats Units, gestionats per l'oficina d'administració dels jutjats dels Estats Units.
El Huffington Post va descriure les accions de Swartz com un esforç per fer que els documents del PACER fossin accessibles fora del mateix sistema, de pagament. L'acció de Swartz va mobilitzar l'FBI, però es decidí no presentar càrrecs contra Swartz en tant que la documentació alliberada era, de fet, pública. Això no obstant, calia pagar 8 centaus de dòlar per cada pàgina d'informació que se sol·licitava al PACER. Carl Malamud, fundador de Public.resource.org, sosté que la informació hauria de ser gratuïta, perquè els documents produïts pel govern no estan protegits pel copyright.
En un principi, els diners recaptats servien per finançar la tecnologia dels jutjats, però el sistema va generar un benefici d'uns 150 milions de dòlars, segons el New York Times. Al PACER s'emprava tecnologia que "s'havia dissenyat per l'època dels mòdems… posant el sistema legal de la nació darrere un mur de diners i solucions poc elegants." Malamud havia urgit als activistes que visitessin una de les 17 biblioteques on s'oferien proves gratuïtes al sistema PACER per descarregar documents i enviar-los-els per distribuir-los públicament.
Després de llegir la crida de Malamud, Swartz va visitar la biblioteca del setè districte del tribunal federal dels Estats Units, situada a Chicago, i hi va instal·lar un script en Perl. Del 4 al 20 de setembre de 2008, Swartz va accedir a aproximadament 18 milions de documents i els va carregar en un servei d'informàtica al núvol. Els documents alliberats, 19,9 milions de pàgines, foren proporcionats a l'organització de Malamud.
El 29 de setembre de 2009 se suspengueren les proves gratuïtes del PACER, tot al·legant que el programa requeria una avaluació. Les accions de Swartz foren investigades per l'FBI i el cas fou tancat dos mesos després, sense càrrecs. Swartz es va assabentar dels detalls de la investigació arran de presentar una petició al govern d'acord amb la FOIA (la llei de llibertat d'informació). Swartz va descriure la resposta que va rebre com "l'habitual embolic que mostra la manca de sentit de l'humor que tenen a l'FBI". Encara cal pagar per accedir a pàgines del PACER, però els usuaris de Firefox poden guardar lliurement els documents tot emprant el plugin RECAP.
| «                                                               | Quan vam traure 20 milions de pàgines… de documents judicials rere… el mur de pagament del PACER, els vam trobar infestats de violacions a la privacitat: noms de menors d'edat, noms de confidents… Vam enviar els resultats als jutges en cap de 31 districtes judicials… i van redactar aquells documents i… van cridar als lletrats que els van omplir i la Conferència Judicial va canviar les seves normes de privacitat. | » |
| — Carl Malamud, al memorial d'Aaron Swartz a l'Internet Archive | |   |

### JSTOR
JSTOR és un repositori digital que arxiva continguts provinents d'articles de revistes científiques, manuscrits, sistemes GIS, plànols… i en permès l'accés en línia. Swartz era un investigador a la Universitat Harvard, fet que el permetia accedir a JSTOR. A més, els visitants de l'"open campus" de l'MIT també tenien accés a JSTOR.
D'acord amb les autoritats estatals i federals, durant diverses setmanes de finals de 2010 i a principis de 2011, Swartz va descarregar una gran quantitat d'articles de JSTOR a través de la xarxa de l'MIT. Les autoritats van determinar que Swartz va descarregar els documents des d'un ordinador portàtil connectat a un switch, situat en una sala de cablejat amb l'accés restringit.
 D'acord amb el corresponsal de crims de Slate, l'editor de Columbia Journalism Review, Justin Peters, la porta de la sala es mantenia oberta.
El 6 de gener de 2011, Swartz fou arrestat prop del campus de Harvard per dos policies de l'MIT i per un agent dels serveis secrets, acusat d'entrar en un edifici amb la intenció de cometre un delicte. L'acusació de l'estat va retirar els càrrecs onze mesos més tard, després que Swartz fou acusat pel tribunal federal.
D'acord amb l'advocat Harvey Silverglate, advocats familiaritzats amb el cas li van dir que l'advocat de districte del comtat de Middlesex, Massachusetts, havia planejat resoldre el cas de Swartz amb un "advertiment sever" i amb "continuance without a finding."
| «                   | En aquesta disposició (continuance without a finding) el càrrec es manté sense veredicte. L'acusat està en llibertat condicional durant un període d'entre uns quants mesos i un parell d'anys: si no es torna a posar en embolics legals, el càrrec és retirat i l'acusat no té antecedents penals per aquest fet. Això era el que els advocats esperaven que passés quan Swartz fou arrestat. "La tragèdia va intervenir quan l'oficina de l'advocada dels Estats Units Carmen Ortiz va ocupar-se del cas per enviar un missatge. | » |
| — Havey Silverglate | |   |

#### Acusació i judici
| «                     | Un investigador respectat de Harvard, que també és un heroi d'Internet ha estat arrestat a Boston acusat de pirateria informàtica per haver descarregat articles als quals tenia accés gratuït. | » |
| — The New York Times, | |   |

| «                                 | Això no té sentit. És com intentar posar algú a la presó per haver consultat massa llibres a la biblioteca. | » |
| — David Segal, de Demand Progress | |   |

El 19 de juliol de 2011, un jurat federal acusava Swartz de wire fraud (ús no autoritzat del servei de cable d'altri), computer fraud (ús de les tecnologies de la informació per cometre frau, obtenció il·legal d'informació d'un ordinador protegit i ús negligent d'un ordinador protegit. D'acord amb l'acusació, Swartz havia connectat subreptíciament un ordinador a la xarxa de l'MIT, amb el qual executà un script anomenat "keepgrabbing.py", que li va permetre "descarregar ràpidament un extraordinari nombre d'articles de JSTOR". L'acusació afirmava que Swartz havia actuat amb la intenció d'alliberar els documents a través de xarxes peer-to-peer.
Swartz es va rendir davant les autoritats i es va presentar com a no culpable al judici. Fou posat en llibertat sota una fiança sense garantia de 100.000 dòlars. Després de la seva detenció, JSTOR va publicar una declaració on deia que malgrat considerar l'acció de Swartz com un "mal ús notori" i efectuat "sense autorització", no continuaria amb el litigi civil en contra seva. Per la seva banda, l'MIT no va efectuar comentaris al respecte.
Els advocats Stephen Heymann i Scott Garland eren els fiscals en cap, treballant sota la supervisió de l'advocada de l'estat Carmen Ortiz. El cas fou vist d'acord amb la llei sobre abús i frau informàtic (Computer Fraud and Abuse Act), aprovada el 1986 per tal de millorar la capacitat del govern per encausar els pirates informàtics que accedien a ordinadors per prendre'n informació o per dificultar o evitar-ne el funcionament. Segons Carmen Ortiz, "si és condemnat de què se l'acusa, Swartz pot haver de fer front a 35 anys a la presó, seguits de tres anys de llibertat vigilada, restabliment, confiscació i una multa de fins a un milió de dòlars."
L'acusació va modificar els càrrecs contra Swartz: si resultava culpable, Swartz podia anar a la presó d'acord amb els termes i a la multa que Ortiz havia anunciat després de la formulació inicial de càrrecs. Orin Kerr, professor de la Universitat George Washington, opinà que el risc d'una sentència màxima no era gaire elevat en el cas de Swartz.
El 12 de gener de 2013, Alex Stamos, un investigador d'informàtica forense contractat per l'equip de defensa de Swartz va publicar un sumari del testimoni expert que havia preparat sobre el cas JSTOR, en el cas que Swartz hagués arribat al judici.
| «             | Si hagués anat a declarar i se m'hagués preguntat si les accions d'Aaron eren dolentes, probablement hagués respost que el que Aaron va fer es podria qualificar com desconsiderat. De la mateixa manera que és desconsiderat… revisar cada llibre de la biblioteca per tal de fer un treball de primer curs d'història. És desconsiderat descarregar un munt de fitxers a través d'una wifi compartida… però cap d'aquestes accions hauria de portar a un jove a ésser perseguit durant anys i a estar amenaçat amb la possibilitat d'una sentència de 35 anys de presó. | » |
| — Alex Stamos | |   |

#### Negociacions
L'advocat de Swartz, Elliot Peters, va explicar que l'acusació li havia dit, dos dies abans de la mort de Swartz, que "Swartz hauria de passar 6 mesos a la presó i admetre la culpa de 13 càrrecs si volia evitar anar a judici."
Andy Good, el primer advocat de Swartz, va comunicar a The Boston Globe que "el que m'irrita és que li vaig dir a Heymann que el noi presentava risc de suïcidi. La seva reacció va ser la típica del seu ofici. Va dir "Bé, el tancarem". No estic dient que van fer que l'Aaron es matés. L'Aaron ho podia haver fet de totes maneres. Estic dient que eren conscients del risc, i que van ser negligents."
Marty Weinberg, relleu de Good al cas, va dir que havia començat a negociar un pacte en el qual Swartz no entrava a la presó: "JSTOR hi estava d'acord, però l'MIT no volia."
Poc abans de la mort de Swartz, JSTOR va anunciar que hauria posat gratuïtament a disposició del públic més de 4 milions i mig d'articles. El servei estava limitat a tres articles cada dues setmanes, que només es podien llegir en línia i que podien ésser descarregats —alguns— pagant un import.
Després de la seva mort, l'oficina d'Ortiz va retirar els càrrecs contra Swartz. Va dir: "la conducta d'aquesta oficina en el maneig del cas fou adequada… Aquesta oficina va cercar una sentència apropiada a la conducta de l'acusat —hauríem recomanat al jutge una sentència de 6 mesos en un entorn de baixa seguretat. En cap cas aquesta oficina va cercar o va dir als advocats del Sr. Swartz que cercava obtenir les màximes penes descrites per la llei."

#### Base de l'acusació i resposta
Després de la formulació de càrrecs de 2011, Ortiz, l'advocada dels Estats Units va assertir que "robar és robar, ja sigui emprant un ordinador o una palanca, o bé prenent documents, dades o dòlars."
Tim Wu, professor a l'escola de dret de la Universitat de Colúmbia, va escriure al The New Yorker que "l'acusació va oblidar que, en tant que funcionaris, la seva tasca no és encausar i guanyar a tot preu, sinó utilitzar el magnífic poder de la llei criminal per protegir la població de qualsevol dany."
El 15 de gener de 2013, Orin Kerr va escriure, a La Conspiració Volokh, que "els càrrecs imputats eren els quals qualsevol bon fiscal federal hagués demanat." James Boyle, professor de dret a la Universitat de Duke, va respondre en una columna publicada el 18 de gener al Huffington Post que "crec que aquesta part de l'argument d'Orin és —cosa sorprenent— força monotemàtica. Crec que… tendeix… a minimitzar o ignorar fets." El 20 de gener, Kerr, altre cop a La Conspiració Volokh, va proposar una revisió de la llei sobre el frau i abús informàtic, incloent-hi l'eliminació de penes per meres violacions d'accés no autoritzat.
John Dean, antic conseller de la Casa Blanca, va comentar a justia.com, un bloc legal, que "aquesta gent no apliquen de manera conscient i justa les nostres lleis federals. En canvi, acostumen a ser persones autoritàries que s'alegren de poder acarnissar-se amb desafortunats com Aaron Swartz."
Jennifer Granick, directora de llibertats civils al centre d'internet i societat de Stanford, va defendre Swartz a la vegada que carregà contra el punt de vista de la llei emprada per acusar-lo.

## Mort, funeral i memorials
El matí de l'11 de gener de 2013, Swartz fou trobat mort al seu apartament de Crown Heights, Brooklyn, per la seva companya, Taren Stinebrickner-Kauffman. Un portaveu dels forenses va informar que s'havia penjat. No es va trobar cap nota de suïcidi.
La família de Swartz i la seva parella van crear una pàgina web en la seva memòria on van publicar una declaració que diu que Swartz "va utilitzar les seves habilitats prodigioses com a programador i tècnic no per enriquir-se, sinó per fer d'Internet i el món un lloc millor, més just."
Dies abans del funeral, Lawrence Lessig, amic i advocat de Swartz, li feu un panegíric on digué que l'encausament de Swartz era un abús de la llei de proporcionalitat: "El govern dels Estats Units necessita aclarir per què era tan necessari que Aaron Swartz fos considerat un criminal. Durant els 18 mesos de negociacions, era precisament això el que es negava a acceptar."
El mateix dia, en un altre panegíric a Swartz, Cory Doctorow va escriure: "L'Aaron era una combinació invencible de coneixement polític, habilitat tècnica i intel·ligència. Crec que hauria pogut revolucionar la política dels Estats Units (i del món). El seu llegat encara pot fer-ho."
El funeral de Swartz va tenir lloc el 15 de gener a la sinagoga de Central Avenue, a Highland Park, Illinois. Tim Berners-Lee, co-creador de World Wide Web, feu un panegíric durant la cerimònia. Aquell mateix dia, el Wall Street Journal va publicar un article basat en part en una entrevista amb Stinebrickner-Kauffman, la parella de Swartz, qui havia declarat que Swartz no tenia diners per afrontar el judici i que "li resultava molt dur… fer que part de la seva vida fos pública" per demanar ajuda. També estava angoixat perquè dos amics havien estat citats a declarar i perquè ja no creia que l'MIT aturés el procediment.
El 19 de gener, centenars de persones van assistir a un funeral celebrat al Great Hall de Cooper Union. Destacà la presència de Ben Wikler, el defensor de l'open source Doc Searls, Glenn Otis Brown, de Creative Commons, el periodista Quinn Norton, el cantant d'OK Go, Damian Kulash, el professor emèrit Edward Tufte, Holden Karnofsky, de Givewell, l'autor Tom Chiarella, Roy Singham de ThoughtWorks, David Isenberg, de Freedom to Connect, David Segal de Demand Progress, i la parella de Swartz. El 24 de gener se celebrà un funeral a l'Internet Archive de San Francisco, amb la presència del periodista Danny O'Brien, la parella de Swartz, Lisa Rein, Seth Schoen, de l'Electronic Frontier Foundation, Peter Eckersley, el fundador d'O'Reilly Media, Tim O'Reilly, Molly Shaffer van Houweling, Alex Stamos, l'advocat Cindy Cohn, el fundador de l'Internet Archive, Brewster Kahle, i el defensor del domini públic Carl Malamud. El 4 de febrer se celebrà un altre funeral a l'edifici Cannon House Capitol Hill, amb la presència del senador Ron Wyden i els portaveus Darrell Issa, Alan Grayson i Jared Polis, a més de la senadora Elizabeth Warren i els portaveus Zoe Lofgren i Jan Schakowsky."Uniu-ho a l'home", va dir Issa. "L'accés a la informació és un dret humà."
El 12 de març se celebrà un acte en memòria de Swartz al Media Lab de l'MIT, i al The New Yorker de març de 2013, Larissa MacFarquhar li dedicà un extens article biogràfic.

## Conseqüències de la seva mort

### "Els Estats Units contra Swartz". Moció posterior al sobreseïment del cas i querella
En representació del llegat de Swartz, els seus advocats han demanat als jutjats del districte federal de Massachusetts que s'aixequi el secret sobre la documentació del cas de tal manera que sigui pública. A més, també han enviat un escrit a l'oficina de responsabilitats professionals del departament de justícia dels Estats Units tot acusant Stephen Heymann de mala praxi com a fiscal:
| « | En primer lloc, l'assistent del fiscal Heymann sembla haver errat en la publicació de proves exculpatòries rellevants per la suspensió del cas del Sr. Swartz. Efectivament, les proves suggereixen que l'assistent del fiscal Heymann pot haver interpretat erròniament els límits de la implicació del govern en la investigació de la conducta del Sr. Swartz abans de l'aplicació de determinades ordres de registre. En segon lloc, l'assistent del fiscal Heymann sembla haver abusat del seu criteri quan va intentar convèncer el Sr. Swartz de renunciar al seu dret a un judici tot reconeixent-se culpable. Concretament, l'assistent del fiscal Heymann va oferir al Sr. Swartz entre quatre i sis mesos de presó a canvi del reconeixement de culpabilitat, tot amenaçant-lo d'intentar obtenir una pena de set anys de presó si el Sr. Swartz optava per anar a judici. | » |

### Crítica i resposta de la família
| «                                                       | La mort de l'Aaron no és només una tragèdia personal, és el producte d'un sistema de justícia criminal plagat d'intimidacions i excessos. Les decisions preses pels oficials de l'oficina del fiscal de Massachusetts i a l'MIT van coadjuvar a la seva mort. | » |
| — Declaració de la família i la parella d'Aaron Swartz. | |   |

Després que Mitch Kapor publiqués la declaració de la família i la parella de Swartz a Twitter, el marit de Carmen Ortiz, Tom Dolan, va respondre tot criticant la família de Swartz i dient: "és increïble que davant la mort del seu propi fill en culpin a altres i no facin referència a l'oferta de sis mesos [de presó]." Aquest comentari va desencadenar una allau de crítiques, incloent-hi la de Charlie Pierce, blogger polític per la revista Esquire: "La manca de sensibilitat amb què el seu marit defensa una mera pena de sis mesos en una presó federal, ja sigui de baixa seguretat o no, és un indicador que quelcom no funciona a la fiscalia actual."
Robert Swartz, pare d'Aaron Swartz i consultor sobre propietat intel·lectual al Media Lab de l'MIT, va declarar durant el funeral del seu fill que [l'Aaron] fou mort pel govern, i que l'MIT havia traït tots els seus principis bàsics.

### La premsa
El Huffington Post va publicar que "Ortiz ha hagut de fer front a una reacció negativa força significativa arran del seu rol en el cas contra Swartz, on s'inclou una petició a la Casa Blanca per tal que sigui acomiadada." Altres mitjans van publicar notícies similars.
El periodista Chris Hayes, de MSNBC, va criticar a l'acusació, declarant que "al moment de la seva mort, Aaron era processat pel govern federal, i l'havien amenaçat amb una pena de fins a 35 anys de presó i 1 milió de dòlars en multes pel crim —i no exagero— d'haver descarregat massa articles de la base de dades de publicacions de recerca JSTOR." Una setmana després, David Aaronovitch va publicar al The Times un text on manifestava que JSTOR era el producte de la filantropia, una manera de proporcionar accés públic a publicacions acadèmiques tot compensant als editors acadèmics pels seus drets de propietat intel·lectual. Va afegir que el comportament temerari d'una generació que "no es pot persuadir —encara— que el copyright importa" i que era "inconscient del seu poder".
Des d'Associated Press es va publicar que el cas de Swartz "remarca el punt de vista incert i canviant de la societat pel que fa a com tractar aquells que entren sense permís en sistemes informàtics i comparteien la informació no per enriquir-se, sinó per posar-la a disposició d'altri."
Chris Soghoian, expert i analista polític de la Unió Americana per les Llibertats Civils, va declarar que "les lleis actuals no distingeixen entre dos tipus de crims informàtics: els crims maliciosos comesos per lucrar-se, com el robatori a gran escala de dades bancàries o secrets industrials; i els casos en què els hackers entren als sistemes per tal de mostrar la seva habilitat o escampar informació que consideren que ha d'estar a disposició del públic."
Kelly Caine, professor a la Universitat de Clemson interessat en la recerca sobre les actituds de la població respecte a la tecnologia i la privacitat, va manifestar que "Swartz feu això sense intenció de fer mal a ningú ni per obtenir guanys a títol personal, sinó perquè creia que la informació havia de ser lliure i oberta, i sentia que això ajudaria a molta gent."
L'agència Reuters va qualificar Swartz d'"icona online" que "va ajudar a fer una muntanya virtual d'informació lliurement accessible al públic, incloent-hi uns 19 milions de pàgines de documents del tribunal federal."
Gawker va publicar un extens recull de premsa sobre el procés i suïcidi de Swartz, tot declarant que "El suïcidi d'un geni de la informàtica de 26 anys és el tipus d'història que cobreixen les revistes: complexa però instantàniament interessant, oferint una finestra a un món inusual." L'article en qüestió es titulà "Quins perfils interminables sobre Aaron Swartz publicats a les revistes t'hauries de molestar en llegir."

### Accés obert
L'any 2002, Swartz va declarar que quan morís, volia que tots els continguts dels seus discs durs es posessin a disposició del tothom.
| «              | El… patrimoni… científic mundial cada cop s'està digitalitzant més i passa a estar controlat per unes quantes corporacions privades. […] El moviment a favor de l'accés obert ha lluitat per tal que els científics no signin declaracions de copyright, sinó que s'assegurin que el seu treball es publica a internet, en uns termes que permetin que tothom hi pugui accedir. | » |
| — Aaron Swartz | |   |

Els seguidors de Swartz van respondre a la seva mort amb una iniciativa anomenada "#pdftribute" per tal de promoure l'accés obert a la producció científica. Emprant el hashtag #phdtribute, investigadors d'arreu del món van fer públics articles fruit de la seva recerca.
La mort de Swartz va provocar clams a favor d'un accés més obert a dades acadèmiques i de recerca. Jennifer Chan va escriure un article d'opinió per l'"U.S. News & World Report" on declarava que "la missió central del món acadèmic hauria de ser proporcionar el coneixement generat a la població." Farhad Manjoo va fer una proposta similar a la revista Slate: "Com l'MIT pot honorar la memòria de Swartz: lluitant perquè les revistes acadèmiques siguin lliurement accessibles.
L'any 2013, Aaron Swartz va rebre el premi James Madison de l'associació americana de biblioteques, pel seu paper a favor de la participació pública del govern i a favor d'un accés no restringit a articles de recerca revisats per pars.

### Ciberatacs i hoaxes
Dos dies després de la mort de Swartz, membres d'Anonymous van atacar dos espais web del domini del MIT, substituint-los per memorials a Swartz que demanaven als internautes que se servissin de la seva mort per tal de reivindicar el moviment a favor de l'accés obert. La imatge de capçalera incloïa una llista de peticions de millora en el sistema de copyright dels Estats Units, junt amb un assaig que Swartz escriví l'any 2008, titulat Guerrilla Open Access Manifesto. D'altra banda, la nit del 18 al 19 de gener, el sistema de correu electrònic de l'MIT va estar fora de servei durant 10 hores.
El 22 de gener, els correus enviats a l'MIT eren desviats al KAIST, l'institut coreà de ciència i tecnologia avançada, per dos furoners anomenats Aush0k i TibitXimer. La resta del tràfic de l'MIT es redirigí a un ordinador de la Universitat Harvard que publicava la declaració R.I.P. Aaron Swartz, acompanyat d'un escrit que Swartz publicà l'any 2009 i d'una versió chiptune de The Star-Spangled Banner. L'MIT va recuperar el control de la situació al cap d'unes set hores de l'inici de l'atac.
La matinada del 26 de gener, la pàgina web de la comissió de sentències dels Estats Units, ussc.gov, fou atacada per Anonymous (comunitat). La pàgina principal fou substituïda per un vídeo allotjat a YouTube, titulat Anonymous Operation Last Resort.
El 23 de febrer, la policia de Cambridge va rebre un missatge de 18 minuts de durada a través d'un servei de trucades des d'internet a telèfons fixos, que advertia de la presència d'un home armat dins un edifici de l'MIT. Després de tres hores de clausura del campus i d'una cerca sala per sala, la policia va determinar que el missatge era fals. el 26 de febrer, The Tech, el diari dels alumnes de l'MIT, publicava que a través de la ràdio de la policia s'havia comentat la preocupació que un home armat pogués estar amenaçant treballadors de l'MIT, fins i tot el president, L. Rafael Reif, com a resposta a la mort de Swartz. L'endemà, el vicepresident executiu Israel Ruiz va enviar un correu a la comunitat de l'MIT dient que l'autor de la trucada havia indicat que l'home armat cercava amenaçar persones involucrades en el suïcidi de Swartz. El Boston Herald va publicar que el correu de Ruiz contradia les declaracions inicials de la policia de Cambridge, ja que havien manifestat que no creien que la mort de Swartz tingués relació amb la trucada.

## Publicacions
- Swartz, Aaron; Hendler, James. Proceedings of the Second Annual Digital Cities Workshop.  Blogspace, 2001. «The Semantic Web: A Network of Content for the Digital City».
- Swartz, Aaron «MusicBrainz: A Semantic Web Service» (PDF). IEEE Intelligent Systems. UMBC, 17, 1, Jan–Feb 2002, pàg. 76–77. DOI: 10.1109/5254.988466. ISSN: 1541-1672.
- Gruber, John; Swartz, Aaron. Markdown definition.  Daring fireball, 2004.
- Swartz, Aaron. «Guerilla Open Access Manifesto», 01-07-2008.